# Georges Barrère

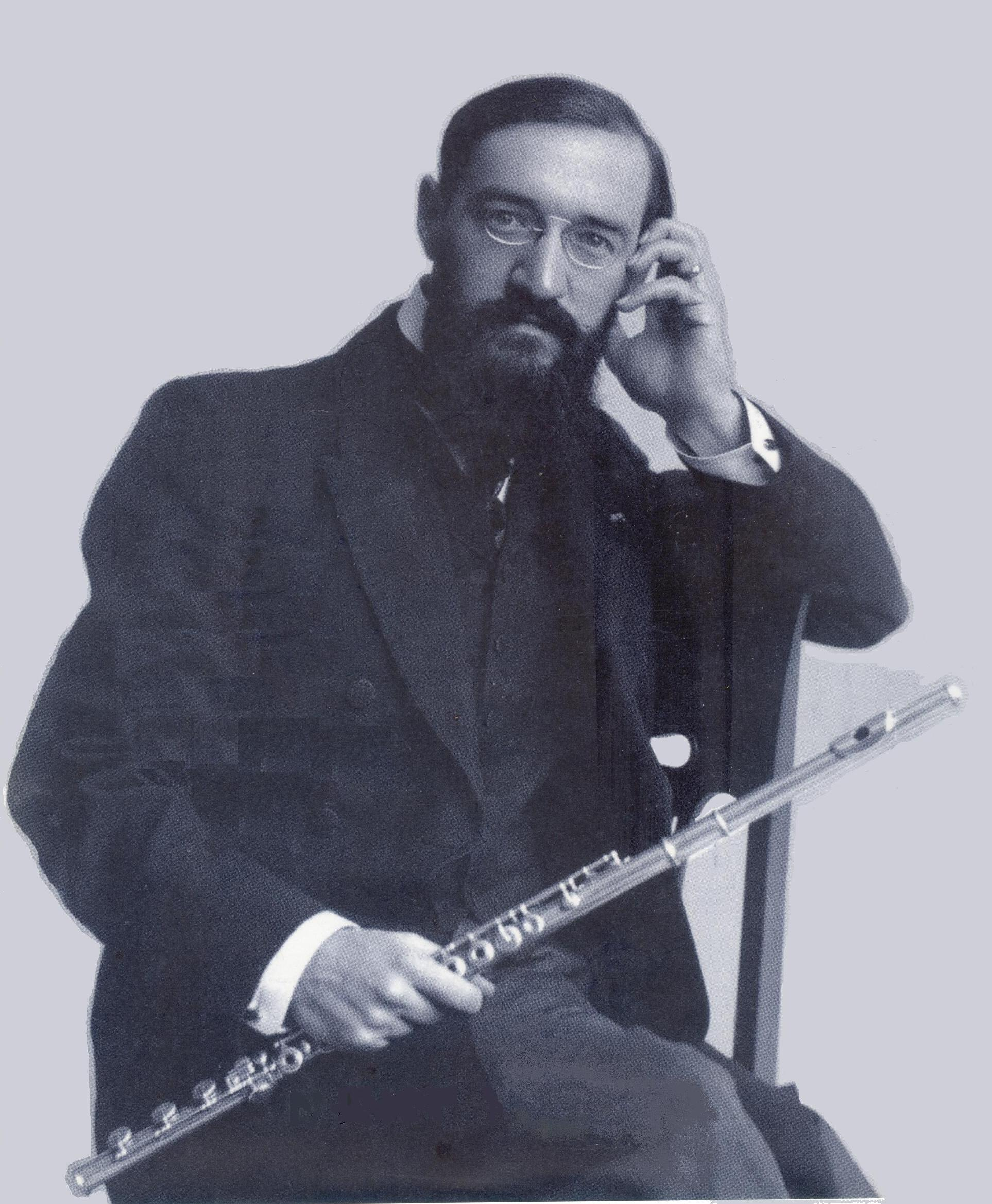
Georges Barrère in New York, 1908

Georges Barrère (Bordeaux, 31 oktober 1876 - New York, 14 juni 1944) was een Frans fluitist.
Barrère studeerde aan het Parijse Conservatorium bij de fluitisten Henri Altès en Paul Taffanel. In 1895 sloot hij zijn studie af met een eerste prijs. Hij was oprichter van het ensemble Société Moderne d'Instruments à Vent en hij was solofluitist van de Concerts Colonne en van het orkest van de Parijse Grand Opéra. In 1905 werd hij solofluitist van het New York Symphony Orchestra onder leiding van Walter Damrosch. Hij was in deze periode als bekende solist en docent aan het Institute of Musical Art, de voorloper van de Juilliard School of Music, toonaangevend voor de verspreiding van de speelwijze van de Franse fluitschool in Amerika.
Veel componisten schreven werken voor hem of zijn ensemble, zoals Charles–Marie Widor, Gabriel Pierné, Reynaldo Hahn en Charles Tomlinson Griffes (Poem). De Amerikanische mecenas Elizabeth Sprague Coolidge schonk hem een fluit gemaakt van het edelmetaal platina. Om dit instrument in te wijden schreef Edgard Varèse in 1936 voor Barrère het werk Density 21.5. De titel van dit werk slaat op het soortelijk gewicht van platina. De première van de fluitsonate van Paul Hindemith werd in 1937 door Barrère gespeeld in Washington. Hij gaf ook de eerste uitvoering van Albert Roussels Andante et scherzo pour flûte et piano in Milaan met de componist achter de piano.
Barrère componeerde ook zelf voor zijn instrument, bijvoorbeeld Nocturne voor fluit en piano.
- Bibsys: 7007517
- Biblioteca Nacional de España: XX4423990
- Bibliothèque nationale de France: cb135068123 (data)
- CiNii: DA11461876
- Gemeinsame Normdatei: 119503824
- International Standard Name Identifier: 0000 0001 0899 2882
- Library of Congress Control Number: n88116033
- Nationale Bibliotheek van Letland: 000083617
- MusicBrainz: 0ae51c76-3a00-4a56-af0b-9ebc0463633d
- Nationale bibliotheek van Australië: 36177208
- Nationale Bibliotheek van Israël: 987007258251805171
- Nationale Bibliotheek van Polen: a0000001619824
- Nederlandse Thesaurus van Auteursnamen: 136184138
- Réseau des bibliothèques de Suisse occidentale: 02-A006049698
- SNAC: w66d5sf2
- Trove: 1224594
- Virtual International Authority File: 49379472
- WorldCat: E39PBJgxkBGBBBXkpKrQfpmDbd